# Hnat Chotkevyč
Hnat Martynovyč Chotkevyč (in ucraino Гнат Мартинович Хоткевич?; Charkiv, 31 dicembre 1877 – Charkiv, 8 ottobre 1938) è stato uno scrittore, etnografo e compositore ucraino.

## Biografia
Nato da padre polacco e madre ucraina, in gioventù iniziò a suonare il pianoforte e il violino e in seguito anche la bandura osservando i kobzari ciechi della regione. Nel 1895 fondò un teatro rurale a Derhači. Completò gli studi superiori laureandosi nel 1900 presso l'Istituto Politecnico di Charkiv ed iniziò a lavorare come ingegnere ferroviario lungo la linea Charkiv-Mykolaïv.
Fu perseguitato dalle autorità russe per aver guidato uno sciopero politico nel 1905 e pertanto, l'anno successivo, dovette trasferirsi nella Galizia austroungarica. Visse a Leopoli, poi nel villaggio di Kryvorivnya, nella terra degli Hutsuli. Interessatosi alla cultura e al folclore hutsulo, fondò un teatro amatoriale e scrisse numerose opere teatrali e racconti, tra cui il romanzo Kaminna duša del 1911, incentrata sulla popolazione carpatica. In Galizia ha eseguito concerti per violino ed esecuzioni di canzoni popolari ucraine con accompagnamento di bandura.
Tornato a Kiev dal 1912, prese parte a eventi letterari e artistici. Dal febbraio 1913 diresse la rivista letteraria «Вісник культури і життя» (Notizie sulla cultura e sulla vita).
Fu nuovamente perseguitato dall'inizio della prima guerra mondiale e dovette fuggire a Voronež nel 1915, dove rimase fino allo scoppio della Rivoluzione d'ottobre del 1917.
Dal 1920 al 1928 è stato docente di lingua e letteratura ucraina presso la scuola zootecnica di Derhači, dal 1926 al 1932 ha diretto la cattedra di bandura nell'Istituto di musica e teatro di Charkiv, dal 1928 al 1932 ha diretto la banda di banduristi a Poltava. La squadra sotto la sua direzione ottenne un tale successo che divenne la prima squadra sovietica a ricevere un contratto per visitare il Nord America.
Dopo la morte del capo del governo ucraino Mykola Skrypnyk cadde in disgrazia e le sue opere furono bandite. Ancora nel 1937 apparve come bandurista nel lungometraggio sovietico Nasar Stodolja. Fu arrestato durante le Grandi Purghe, accusato di partecipazione a un'organizzazione controrivoluzionaria il 29 settembre 1938 e giustiziato l'8 ottobre successivo. L'11 maggio 1956 la condanna a morte fu dichiarata illegale, ritirata e Chotkevyč riabilitato. Nel 1966 le sue opere raccolte furono pubblicate in due volumi.